# 宣教師語
宣教師語（せんきょうしご）は、日本で伝道を行うモルモン宣教師の用いる公開の符丁であり、宣教師が話す母語としての英語に日本語の要素を混ぜたものである:11。宣教師語の文法的な枠組みは第一に英語に由来しているが、英語の機能語を英語風に発音した基本的な日本語の語彙と調和させている。

## 特徴
宣教師語は英語の発音、形態論、統語論を保っているが、日本語の語彙や日本語の単語から派生した俗語を活用し、最終的には構成員でない者には理解できない符丁を構成している。しかし、宣教師語は秘密の言語として作られたものではない。何故なら、新しい宣教師に堂々と教えられており、集団の結束を深めるための娯楽活動でも頻繁に使用されたためである。宣教師が英語や日本語ではなく宣教師語を話すかの判断には環境も大きな役割を果たしていた。宣教師語はしばしば上司に不真面目と考えられたので、宗教会議ではより私的な場面と比較して使用に注意が払われることが多い。しかし、抑制された宣教師語は上司との面接や他の宣教師との会議の際にも一般的に聞かれる。宣教師語の状態を巡っては学界でいくらかの反対もあるが、総合的な合意では宣教師語は混合言語の適切な事例ではないと考えられている。それは、一部の宣教師によって新しい語彙を作る努力が意識して行われていること、用途が仲間内での意思疎通に限定されており日本語話者と英語話者の間の意思疎通に使用されないことが要因である。全ての宣教師語話者は英語と日本語を話せ、公的な場ではそうすることを期待されていたために適切な混合言語を第一に必要としないことからも、このことは裏付けられる。
宣教師語の文は例えば"Hey dode, have you benkyo-ed your seiten-s for our shukai today yet?" （標準英語:Hey companion, have you studied your scriptures for our meeting today yet?、日本語:やあ同僚、今日の集会のために聖典の勉強した？）のようであると想定されている
宣教師の間で宣教師語の語彙や形態論にはある程度の一貫性があるが、語彙には幾らかの多様性があり異なる宣教師の間で異なる形態論が見られることもある。宣教師語の俗語は通時的にも変化しており、例えば数十年の間に郵便配達員を意味する語句は"bigot"から"steve"に変化した。